# Midgee monteithi
Midgee monteithi là một loài nhện trong họ Toxopidae.
Loài này thuộc chi Midgee. Midgee monteithi được Hugh Davies miêu tả năm 1995.